# Johan Micoud
Johan Micoud (Cannes, Francia, 24 de julio de 1973), exfutbolista francés. Su último equipo fue el Girondins de Burdeos de la Ligue 1 de Francia. 

## Selección nacional
Ha sido internacional con la Selección de fútbol de Francia, ha jugado 17 partidos internacionales y ha anotado 1 gol. Su última aparición con el cuadro nacional fue en 2004.

### Participaciones en Copas del Mundo
| Mundial                        | Sede                  | Resultado    |
| ------------------------------ | --------------------- | ------------ |
| Copa Mundial de Fútbol de 2002 | Corea del Sur y Japón | Primera fase |

### Participaciones en Eurocopas
| Euro          | Sede                   | Resultado |
| ------------- | ---------------------- | --------- |
| Eurocopa 2000 | Bélgica y Países Bajos | Campeón   |

## Clubes
| Club                 | País     | Año       |
| -------------------- | -------- | --------- |
| AS Cannes            | Francia  | 1992-1996 |
| Girondins de Burdeos | Francia  | 1996-2000 |
| AC Parma             | Italia   | 2000-2002 |
| Werder Bremen        | Alemania | 2002-2006 |
| Girondins de Burdeos | Francia  | 2006-2008 |

## Palmarés

### Campeonatos nacionales
| Título           | Club                  | País     | Año  |
| ---------------- | --------------------- | -------- | ---- |
| Bundesliga       | Werder Bremen         | Alemania | 2004 |
| Copa de Alemania | Werder Bremen         | Alemania | 2004 |
| Ligue 1          | Girondins de Bordeaux | France   | 1999 |

### Campeonatos internacionales
| Título   | Equipo (*)           | Sede                   | Año  |
| -------- | -------------------- | ---------------------- | ---- |
| Eurocopa | Selección de Francia | Bélgica y Países Bajos | 2000 |